# Ermita de San Miguel (Enviny)
La ermita de San Miguel (en catalán: ermita de Sant Miquel) es un templo románico del pueblo de Enviny, en el término municipal de Sort, de la comarca del Pallars Sobirá en la provincia de Lérida. Pertenecía al antiguo término de Enviny .
Se encuentra ubicada a poco más de trescientos metros del pueblo, y a unos doscientos de su iglesia parroquial de la Virgen de la Candelera, en el sursudoeste. Queda también cerca al sureste de Llarvén y al norte de Montardit de Dalt, a la izquierda se encuentra la Llau de las Toscas.